# Lonnig
Lonnig là một đô thị ở huyện Mayen-Koblenz bang Rheinland-Pfalz, phía tây nước Đức. Đô thị Lonnig có diện tích 5,5 km².